# تیم ملی فوتسال آلبانی
تیم ملی فوتسال آلبانی  نماینده آلبانی در مسابقات بین‌المللی فوتسال و یکی از تیم‌های فوتسال اروپایی است.
براساس رده‌بندی فیفا تیم فوتسال آلبانی جایگاه ۶۵ را در بین تیم‌های ملی فوتسال جهان دارد.